# Patrice Barnes
Pour les articles homonymes, voir Barnes.
Patrice Barnes, est une femme politique provinciale canadienne de l'Ontario. Elle est députée provinciale progressiste-conservatrice de la circonscription ontarienne d'Ajax de 2022 à 2025,.
Elle est précédemment membre d'un conseil scolaire.